# Stenoma ochlodes
Stenoma ochlodes es una especie de polilla del género Stenoma, orden Lepidoptera.
Fue descrita científicamente por Walsingham en 1912.
Su envergadura es de 15 mm.

## Distribución
Stenoma ochlodes habita en el continente de América, en Panamá.